# Kevin Bobson
Kevin Marlon Bobson (* 13. November 1980 in Amsterdam) ist ein ehemaliger niederländischer Fußballspieler. 

## Karriere
Der Stürmer stammt aus dem hervorragenden Nachwuchs von Ajax Amsterdam, für dessen Profimannschaft er aber nur in Pokalspielen zum Einsatz kam. In seiner Zeit bei Ajax spielte er auch für diverse niederländische Jugendnationalmannschaften. Im Juli 2001 wechselte er dann weiter zum Ligarivalen NAC Breda. Aber auch dort konnte er sich nicht durchsetzen und so verließ er den Verein bereits im August 2003 wieder. Espanyol Barcelona war sein neuer Arbeitgeber. Allerdings hielt er es auch dort nur eine Saison aus. Mit der Nummer 18 auf dem Rücken absolvierte er für die Spanier neun Pflichtspiele, bei denen er nur zu einem Treffer kam. Im Juli 2004 gelangte er dann zum Tilburger Fußballverein Willem II. Zurück in seiner Heimat, den Niederlanden, konnte er in der ersten Saison für seinen neuen Club dazu beitragen, dass die Mannschaft in der darauffolgenden Saison im UEFA-Pokal spielte. Er schoss in 33 Ligaspielen acht Tore. In der UEFA-Pokal-Saison 2005/06 hatte er viele Verletzungen und auch aus dem Grund schied seine Mannschaft bereits in der ersten Runde des UEFA-Pokal aus. In der Liga kam Bobson nur auf 23 Pflichtspiele, in denen er lediglich einmal traf. Außerdem bekam er in dieser Saison den bisher einzigen Platzverweis seiner Profikarriere. In der Saison 2006/07 trug er auch zum Nicht-Abstieg seiner Mannschaft bei, da er in mindestens 29 Pflichtspielen mindestens fünf Tore machte. In dieser Spielzeit änderte sich seine Position. Aus dem Mittelstürmer wurde ein Mittelfeldspieler auf der linken Flanke. Im Sommer 2008 wechselte Kevin Bobson zum FC Red Bull Salzburg in die österreichische Bundesliga. Der bei FC RB Salzburg unterschriebene Vertrag wurde im Jänner 2009 auf Wunsch des Spielers aufgelöst. Begründet wurde diese Entscheidung durch familiäre Gründe. Es folgte ein halbes Jahr in Luxemburg beim FC Wiltz 71, bevor er in den unteren Ligen der Niederlande seine Karriere ausklingen ließ. In dieser Zeit spielte er für die VV IJsselmeervogels, den SV Bijlmer und zuletzt bei Zuidoost United.

## Sonstiges
Sein Sohn Divaio spielte auch in der Jugendmannschaft des AFC Ajax Amsterdam und begann wie er seine Karriere beim SV Bijlmer. Bruder Divaio (* 2004) steht seit 2022 bei der Zweiten Mannschaft von Eintracht Frankfurt unter Vertrag.